# Wilhelm Grillo
Wilhelm Grillo (* 1793; † 1827) war ein Essener Unternehmer.
Grillo war der Sohn eines evangelischen Salzinspektors. Er errichtete in Essen eine Eisenwarenhandlung und heiratete dann eine Tochter der Familie Funke, die diverse Beteiligungen an Zechen, Brauereien und anderen größeren Unternehmungen hielt. Aus der Ehe gingen die beiden Söhne Wilhelm (1819–1889) und Friedrich (1825–1888) hervor.
| Personendaten    | Personendaten         |
| ---------------- | --------------------- |
| NAME             | Grillo, Wilhelm       |
| KURZBESCHREIBUNG | deutscher Unternehmer |
| GEBURTSDATUM     | 1793                  |
| STERBEDATUM      | 1827                  |